# Wannenzwillinge
Les Wannenzwillinge (littéralement, en allemand, Jumeaux de Wannen) sont deux tours rocheuses très rapprochées des Alpes bernoises, en Suisse, situées dans le canton du Valais. Le sommet nord culmine à 3 480 m d'altitude et le sommet sud à 3 430 m. Avec, notamment, le Kleines Wannenhorn, le Grosses Wannenhorn, le Schönbühlhorn et le Fiescher Gabelhorn au nord-ouest, ils font partie des Walliser Fiescherhörner qui séparent le glacier d'Aletsch à l'ouest du glacier de Fiesch à l'est,